# Osches
Osches est une commune française située dans le département de la Meuse, en région Grand Est.

## Géographie

### Situation
Petit village de Meuse, Osches est située à environ 16 km (à vol d'oiseau) de Verdun.

#### Communes limitrophes
| Les Souhesmes-Rampont | Vadelaincourt | Vadelaincourt |
| Ippécourt             | Osches        | Vadelaincourt |
| Ippécourt             | Souilly       | Souilly       |

### Hydrographie
La commune est dans la région hydrographique « la Seine du confluent de l'Oise (inclus) à l'embouchure » au sein du bassin Seine-Normandie. Elle est drainée par le ruisseau des Pres, le Fossé 01 de la commune de Osches et le Fossé 02 de la commune de Osches,.

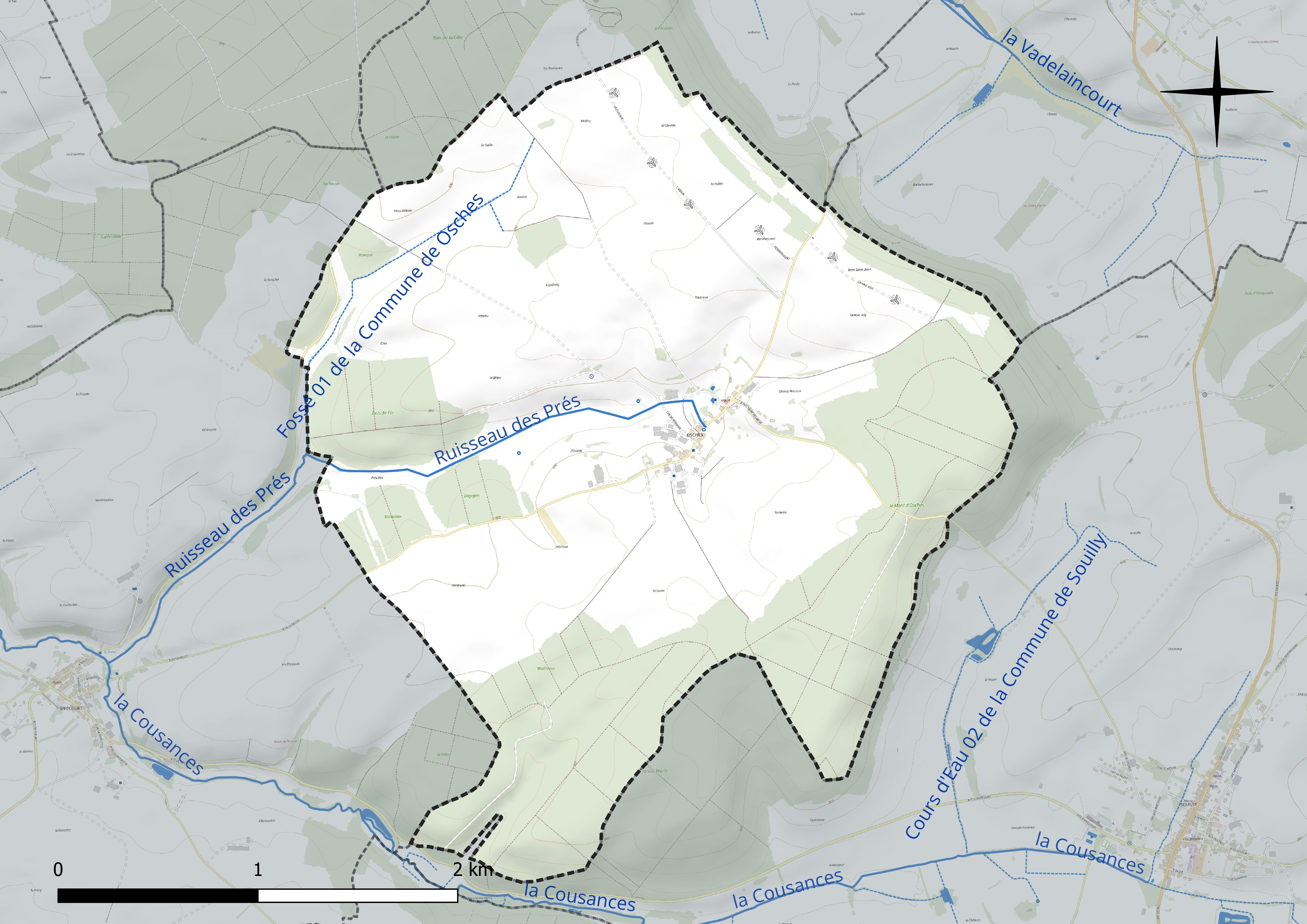
Réseau hydrographique d'Osches.

### Climat
Pour des articles plus généraux, voir Climat du Grand Est et Climat de la Meuse.
En 2010, le climat de la commune est de type climat de montagne, selon une étude du Centre national de la recherche scientifique s'appuyant sur une série de données couvrant la période 1971-2000. En 2020, Météo-France publie une typologie des climats de la France métropolitaine dans laquelle la commune est exposée à un climat océanique altéré et est dans la région climatique  Lorraine, plateau de Langres, Morvan, caractérisée par un hiver rude (1,5 °C), des vents modérés et des brouillards fréquents en automne et hiver. 
Pour la période 1971-2000, la température annuelle moyenne est de 9,5 °C, avec une amplitude thermique annuelle de 16,2 °C. Le cumul annuel moyen de précipitations est de 1 042 mm, avec 14 jours de précipitations en janvier et 9,7 jours en juillet. Pour la période 1991-2020, la température moyenne annuelle observée sur la station météorologique de Météo-France la plus proche, « Chaumont_sapc », sur la commune de Chaumont-sur-Aire à 13 km à vol d'oiseau, est de 10,8 °C et le cumul annuel moyen de précipitations est de 850,0 mm. 
La température maximale relevée sur cette station est de 41,1 °C, atteinte le 25 juillet 2019 ; la température minimale est de −15,5 °C, atteinte le 20 décembre 2009,,. 
Les paramètres climatiques de la commune ont été estimés pour le milieu du siècle (2041-2070) selon différents scénarios d'émission de gaz à effet de serre à partir des nouvelles projections climatiques de référence DRIAS-2020. Ils sont consultables sur un site dédié publié par Météo-France en novembre 2022.

## Urbanisme

### Typologie
Au 1er janvier 2024, Osches est catégorisée commune rurale à habitat très dispersé, selon la nouvelle grille communale de densité à sept niveaux définie par l'Insee en 2022.
Elle est située hors unité urbaine. Par ailleurs la commune fait partie de l'aire d'attraction de Verdun, dont elle est une commune de la couronne,. Cette aire, qui regroupe 103 communes, est catégorisée dans les aires de moins de 50 000 habitants,.

### Occupation des sols
L'occupation des sols de la commune, telle qu'elle ressort de la base de données européenne d’occupation biophysique des sols Corine Land Cover (CLC), est marquée par l'importance des territoires agricoles (64,8 % en 2018), une proportion sensiblement équivalente à celle de 1990 (64,6 %). La répartition détaillée en 2018 est la suivante : 
terres arables (50,5 %), forêts (35,2 %), prairies (14,3 %). L'évolution de l’occupation des sols de la commune et de ses infrastructures peut être observée sur les différentes représentations cartographiques du territoire : la carte de Cassini (XVIIIe siècle), la carte d'état-major (1820-1866) et les cartes ou photos aériennes de l'IGN pour la période actuelle (1950 à aujourd'hui).

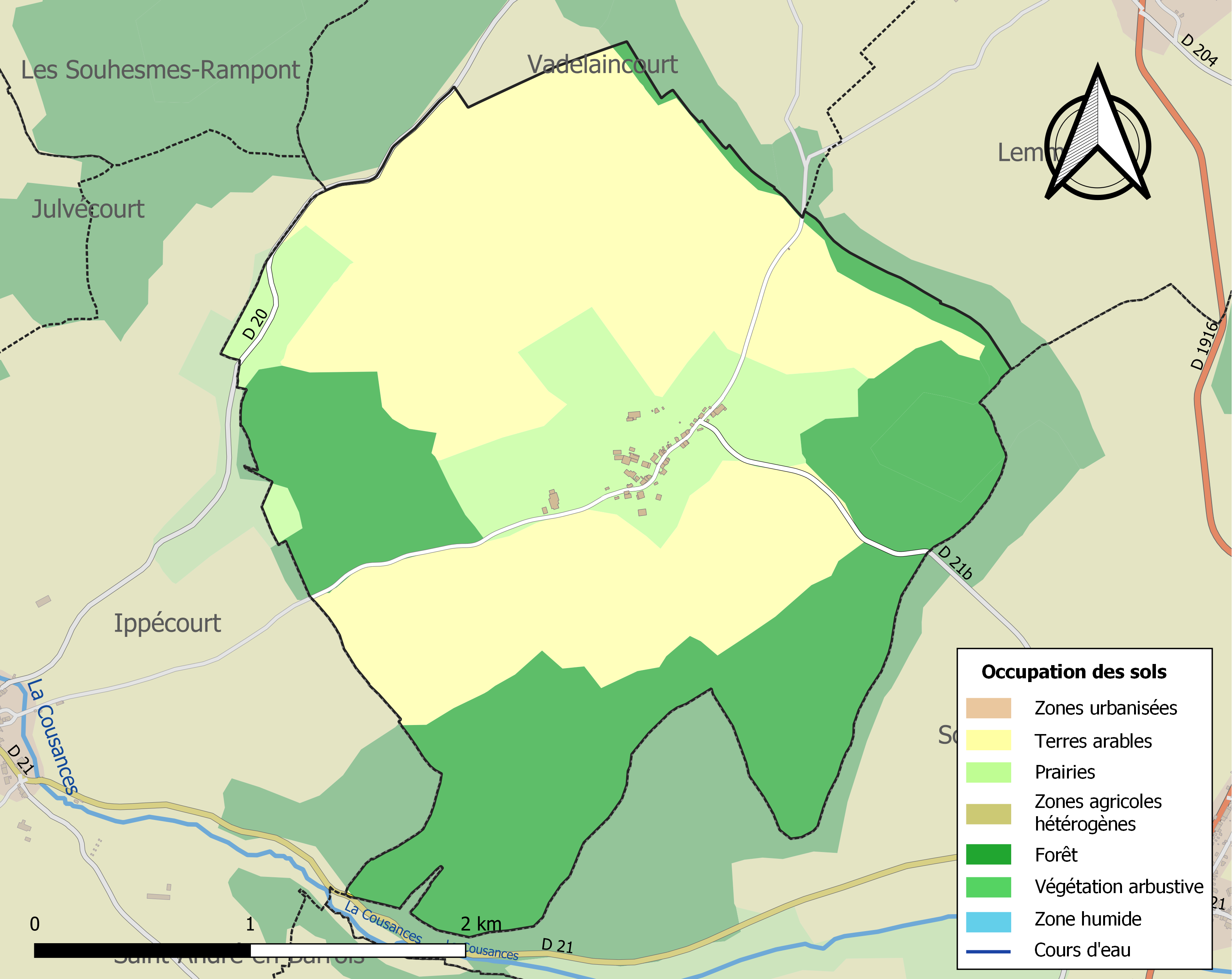
Carte des infrastructures et de l'occupation des sols de la commune en 2018 (CLC).

## Toponymie
Le nom de la localité est attesté sous les formes Oschera (1049) ; Oscara-villa, Oscaravilla (XIIe siècle) ; Osche (1337) ; Ouche (1494) ; Oscaravilla, Ousche (1549) ; Oches (1656) ; Oschiis (1738) ; Oschiæ (1749) ; Oscheva (1756) ; Osche (1793).

Cité Oschera en 1049 ; est située à la source du ruisseau de ce nom, dont la racine est l'hydronyme osc-, suivie d'un autre hydronyme -ara, signifiant « à la source d'un ruisseau ».

## Histoire
Jadis, spirituel : diocèse de Verdun ; temporel : Barrois, bailliage de Bar-le-Duc, prévôté de Souilly.
Haute seigneurie au duc de Lorraine depuis 1564.
Possédait un château (détruit en 1807).
Fête patronale Saint-Martin : 11 novembre.

## Politique et administration
| Période                                  | Période                   | Identité                                          | Étiquette | Qualité     |
| ---------------------------------------- | ------------------------- | ------------------------------------------------- | --------- | ----------- |
| Les données manquantes sont à compléter. |                           |                                                   |           |             |
| 1802                                     | 1813                      | François-Rémy Jolly                               |           |             |
| 1971                                     | 1984                      | Bernard Richard                                   |           |             |
| 1985                                     | En cours (au 26 mai 2020) | Jean-Pierre Jaunel Réélu pour le mandat 2020-2026 |           | Agriculteur |

De 1973 à 1984, était dans la commune des Quatre-Vents.

## Démographie
L'évolution du nombre d'habitants est connue à travers les recensements de la population effectués dans la commune depuis 1793. Pour les communes de moins de 10 000 habitants, une enquête de recensement portant sur toute la population est réalisée tous les cinq ans, les populations de référence des années intermédiaires étant quant à elles estimées par interpolation ou extrapolation. Pour la commune, le premier recensement exhaustif entrant dans le cadre du nouveau dispositif a été réalisé en 2004.

En 2022, la commune comptait 59 habitants, en évolution de +9,26 % par rapport à 2016 (Meuse : −4,4 %, France hors Mayotte : +2,11 %).
| 1793 | 1800 | 1806 | 1821 | 1831 | 1836 | 1841 | 1846 | 1851 |
| ---- | ---- | ---- | ---- | ---- | ---- | ---- | ---- | ---- |
| 212  | 205  | 227  | 225  | 255  | 212  | 208  | 232  | 253  |

| 1856 | 1861 | 1866 | 1872 | 1876 | 1881 | 1886 | 1891 | 1896 |
| ---- | ---- | ---- | ---- | ---- | ---- | ---- | ---- | ---- |
| 223  | 240  | 243  | 251  | 244  | 220  | 189  | 167  | 138  |

| 1901 | 1906 | 1911 | 1921 | 1926 | 1931 | 1936 | 1946 | 1954 |
| ---- | ---- | ---- | ---- | ---- | ---- | ---- | ---- | ---- |
| 128  | 126  | 121  | 104  | 103  | 80   | 74   | 61   | 63   |

| 1962 | 1968 | 1982 | 1990 | 1999 | 2004 | 2006 | 2009 | 2014 |
| ---- | ---- | ---- | ---- | ---- | ---- | ---- | ---- | ---- |
| 52   | 50   | 41   | 45   | 44   | 50   | 55   | 52   | 56   |

| 2019 | 2022 | - | - | - | - | - | - | - |
| ---- | ---- | - | - | - | - | - | - | - |
| 56   | 59   | - | - | - | - | - | - | - |

## Culture locale et patrimoine

### Lieux et monuments
- Maisons XVIIIe et XIXe.
- Église Saint-Martin XVIIIe.
- Collines boisées, vallons verdoyants.
- Nombreuses sources.
- Lavoirs, fontaines.

### Héraldique
| Blason de Osches | Blason  | D'azur chargé en chef d'un coq hardi et chantant d'argent, allumé, crêté, langué, barbé et membré de gueules, à dextre d'une croisette recroisetée au pied fiché et à senestre d'un clou de la Passion, tous deux d'or et accostant un écusson fascé d'or et de gueules de quatre pièces et, en pointe, d'une trangle ondée d'argent. |
| Blason de Osches | Détails | Création Robert André Louis et Dominique Lacorde. Adopté le 18 décembre 2015. |